# Hinário Nacional
Hinário Nacional é um romance gráfico de Marcello Quintanilha lançado em 2016 pela editora Veneta. O livro conta seis histórias independentes, mas que possuem um entrelaçamento sutil. O principal tema abordado nas histórias é a variedade de formas que a violência pode se manifestar na vida das pessoas e, também, abroda a complexidade do ser humano. Uma das histórias, por exemplo, fala sobre uma pessoa resignada em ter sido vítima de abuso sexual, outra história apresenta a tristeza de um homem com a velhice e o "desbotamento" das histórias de amor, temas como tentativas de esquecer sofrimentos e o sentimento de querer ser outra pessoa, também estão presentes na obra.  Em 2017, Hinário Nacional ganhou o segundo lugar na categoria "Histórias de Quadrinhos" do 59.º Prêmio Jabuti.